# Rachel Marques
Rachel Ximenes Marques (Fortaleza, 4 de novembro de 1963) é uma psicóloga, educadora e político brasileira. Primeira-dama do prefeito de Quixadá, Ilário Marques. Filiada ao Partido dos Trabalhadores (PT), já foi secretária de principais pastas do executivo quixadaense e deputada estadual 4 vezes. Atualmente é secretária executiva de Políticas contra as Drogas, da Secretaria de Proteção Social, Justiça, Cidadania, Mulheres e Direitos Humanos do Governo do Estado, nomeada em 19 de junho de 2020.

## Biografia
Rachel Marques, natural de Fortaleza (CE), é formada em Psicologia pela Universidade Federal do Ceará (UFC). Também é especialista em Educação Infantil, Gestão para Executivos e Mestre em Saúde Pública. É casada com Ilário Marques, atual prefeito de Quixadá, e têm dois filhos, Maíra e Victor. Iniciou sua militância política, durante os anos 80, no movimento estudantil. Na época participava da Pastoral Universitária e das Comunidades Eclesiais de Base da Igreja Católica. Esse engajamento levou Rachel Marques a optar pelo Partido dos Trabalhadores, estando filiada desde sua fundação no estado do Ceará.
Entre 1993 a 1996, foi Secretária do Trabalho e Ação Social de Quixadá. Na sequência, de 1997 a 1998, foi presidente da Fundação Municipal de Profissionalização e Geração de Emprego, Renda e Difusão Tecnológica (PROFITEC), em Fortaleza, e da Fundação de Turismo de Fortaleza (FORTUR), em 1999. Em 2001, Rachel Marques assume a Secretaria de Saúde e Assistência Social de Quixadá, de onde sai, em 2002, para disputar as eleições como deputada estadual. Obteve 26.732 votos e ficou como 1ª suplente da coligação. Durante o Governo Lula, Rachel Marques foi presidente da Companhia Docas do Ceará, empresa que administra o Porto de Fortaleza. Na companhia, Rachel permaneceu de 2003 a 2004.
Assumiu cadeira na Assembléia Legislativa em 2005, com a saída de Luizianne Lins para ser Prefeita de Fortaleza, eleita em 2004. Nas eleições seguintes, foi eleita com expressivas votações. Em 2006, obteve 42.887 votos e reeleita em 2010 com 48.416 sufrágios. Em 2014, candidatou-se mais uma vez a ser deputada estadual, obtendo 35.955 votos, não eleita mas se tornando suplente de sua coligação. Assumiu novamente em 2015. Durante este mandato, foi líder da bancada do PT na Assembléia e também presidiu a CPI Contra Exploração de Crianças e Adolescentes. 
Em 2018, Rachel foi candidata a deputada federal pelo Ceará. Obteve 44.080 sufrágios, ficando na condição de suplente. Após o último pleito, retomou suas atividades profissionais como psicóloga. Em 19 de junho de 2020, Rachel Marques é nomeada pelo Governador do Ceará, Camilo Santana, para coordenar a Secretaria Executiva de Políticas contra as Drogas, associada à pasta da Proteção Social, Justiça, Cidadania, Mulheres e Direitos Humanos.